# Bronisław Górski (1900–1940)
Bronisław Felicjan Górski h. Poraj (ur. 19 października 1900 w Sanoku, zm. wiosną 1940 w Charkowie) – polski nauczyciel, porucznik piechoty rezerwy Wojska Polskiego, ofiara zbrodni katyńskiej.

## Życiorys
Bronisław Felicjan Górski urodził się 19 października w Sanoku jako syn Jana Górskiego herbu Poraj (urzędnik-sekretarz Kasy Chorych oraz w fabryce) i Antoniny z domu Stupnickiej. Miał siostry Marię Wandę (ur. 1902), Michalinę Albinę (ur. 1903).
Po wybuchu I wojny światowej w 1915 został zmobilizowany do armii austriackiej i w jej szeregach brał udział w walkach na froncie południowym włoskim. W jej trakcie zgłosił się ochotniczo do Armii Hallera. Służył w szeregach 11 pułku strzelców polskich Armii Polskiej we Francji, później przemianowanego na 53 pułk piechoty Strzelców Kresowych. Po powrocie do Polski brał udział w wojnie polsko-ukraińskiej 1919.
W II Rzeczypospolitej zawodowo pracował jako nauczyciel, od 1 września 1922 w Pobiednie i Markowcach, także w Bukowsku. Jako nauczyciel szkół powszechnych otrzymał patent kwalifikacyjny 1 marca 1927 w Samborze. W połowie 1928 został mianowany nauczycielem w 1-klasowej szkoły powszechnej w Jurowcach. Następnie był zatrudniony w okolicach Łańcuta: od 1927 w Szkole Powszechnej nr 1 w Białobrzegach, a od 1935 w Kosinie. 
Wobec zagrożenia konfliktem w sierpniu 1939 został zmobilizowany, a po wybuchu II wojny światowej w czasie kampanii wrześniowej walczył w szeregach macierzystego 53 pułku piechoty w ramach 11 Karpackiej Dywizji Piechoty. Po walkach w okolicach Lwowa i agresji ZSRR na Polskę 17 września 1939, 18 września został aresztowany przez Sowietów. Był przetrzymywany w obozie starobielskim. Wiosną 1940 wraz z innymi jeńcami został przewiezieni do Charkowa i rozstrzelany przez funkcjonariuszy Obwodowego Zarządu NKWD w Charkowie oraz pracowników NKWD przybyłych z Moskwy na mocy decyzji Biura Politycznego KC WKP(b) z 5 marca 1940 i potajemnie pogrzebany w mogile zbiorowej w Piatichatkach, gdzie od 17 czerwca 2000 mieści się oficjalnie Cmentarz Ofiar Totalitaryzmu w Charkowie. Figuruje na Liście Starobielskiej NKWD, pod poz. 633. 

## Ordery i odznaczenia
- Medal Pamiątkowy za Wojnę 1918–1921
- Medal Dziesięciolecia Odzyskanej Niepodległości

## Upamiętnienie
5 października 2007 minister obrony narodowej Aleksander Szczygło mianował go pośmiertnie na stopień kapitana. Awans został ogłoszony 9 listopada 2007 w Warszawie, w trakcie uroczystości „Katyń Pamiętamy – Uczcijmy Pamięć Bohaterów”.
W 1962 Bronisław Górski został upamiętniony wśród innych osób wymienionych na tablicy Mauzoleum Ofiar II Wojny Światowej na Cmentarzu Centralnym w Sanoku.